# Comuna 5 (Ciudad de Buenos Aires)
La Comuna 5 es una de las 15 unidades administrativas en las que está dividida la Ciudad Autónoma de Buenos Aires. Está integrada por los barrios de Almagro y Boedo. Está ubicada en el centro-este de la Ciudad, tiene una superficie de 6,7 km² y una población total de 179 005 según el censo de 2010, de la cual 80 806 son hombres, el 45,1% y 98 199 son mujeres, las que representan el 54,9% del total de la comuna. El censo de 2001 registraba 173 769 habitantes, lo que representa un incremento del 3,0%.

## Historia
Las comunas nacen con la Ley N° 1.777, llamada "Ley Orgánica de Comunas" sancionada por la Legislatura de la Ciudad Autónoma de Buenos Aires el 01/09/2005, promulgada por Decreto N° 1.518 del 04/10/2005 y publicada en el BOCBA N° 2292 del 07/10/2005.
Según la reforma del 22/08/1994, la Constitución de la Nación Argentina, en su Artículo 129 establece que: "La ciudad de Buenos Aires tendrá un régimen de gobierno autónomo, con facultades propias de legislación y jurisdicción, y su jefe de gobierno será elegido directamente por el pueblo de la ciudad. Una ley garantizará los intereses del Estado nacional, mientras la ciudad de Buenos Aires sea capital de la Nación. En el marco de lo dispuesto en este artículo, el Congreso de la Nación convocará a los habitantes de la ciudad de Buenos Aires para que, mediante los representantes que elijan a ese efecto, dicten el estatuto organizativo de sus instituciones".
El nuevo mapa político-administrativo de la Ciudad de Buenos Aires, culmina con la promulgación de la Constitución de la Ciudad de Buenos Aires el 01/10/1996. Ahora, los ciudadanos de la Capital Federal, tienen la posibilidad de elegir a su Jefe de Gobierno a través del voto directo (antes era elegido por el presidente de la Nación). La Legislatura de la Ciudad de Buenos Aires reemplaza al anterior Concejo Deliberante.
La gestión descentralizada de administración porteña estaba manejada por los C.G.P. (Centros de Gestión y Participación) hoy llamados Comunas. El pasado 10/07/2011 los ciudadanos porteños votaron por primera vez a los Miembros de la Junta Comunal, que son 7 e integrarán un Órgano Colegiado que ejercerán el cargo durante 4 años, con la posibilidad de una sola reelección inmediata, debiendo esperar un período de cuatro años antes de presentarse como candidatos a un tercer período.

## Demografía
| Población Histórica de la COMUNA 5 de la Ciudad Autónoma de Buenos Aires | Población Histórica de la COMUNA 5 de la Ciudad Autónoma de Buenos Aires | Población Histórica de la COMUNA 5 de la Ciudad Autónoma de Buenos Aires | Población Histórica de la COMUNA 5 de la Ciudad Autónoma de Buenos Aires |
| Año                                                                      | Habitantes                                                               | Censo de Población                                                       | Refer.                                                                   |
| ------------------------------------------------------------------------ | ------------------------------------------------------------------------ | ------------------------------------------------------------------------ | ------------------------------------------------------------------------ |
| 1991                                                                     | 188 342                                                                  | Censo argentino de 1991                                                  | [ 6 ]                                                                    |
| 2001                                                                     | 173 769                                                                  | Censo argentino de 2001                                                  | [ 6 ]                                                                    |
| 2010                                                                     | 179 005                                                                  | Censo argentino de 2010                                                  | [ 6 ]                                                                    |
| 2022                                                                     | 193 859                                                                  | Censo argentino de 2022                                                  | [ 2 ]                                                                    |

| Población Histórica de los BARRIOS de la COMUNA 5 de la Ciudad Autónoma de Buenos Aires (CABA) | Población Histórica de los BARRIOS de la COMUNA 5 de la Ciudad Autónoma de Buenos Aires (CABA) | Población Histórica de los BARRIOS de la COMUNA 5 de la Ciudad Autónoma de Buenos Aires (CABA) | Población Histórica de los BARRIOS de la COMUNA 5 de la Ciudad Autónoma de Buenos Aires (CABA) | Población Histórica de los BARRIOS de la COMUNA 5 de la Ciudad Autónoma de Buenos Aires (CABA) | Población Histórica de los BARRIOS de la COMUNA 5 de la Ciudad Autónoma de Buenos Aires (CABA) |
| Puesto                                                                                         | Barrio                                                                                         | Censo 1991                                                                                     | Censo 2001                                                                                     | Censo 2010                                                                                     | Censo 2022                                                                                     |
| ---------------------------------------------------------------------------------------------- | ---------------------------------------------------------------------------------------------- | ---------------------------------------------------------------------------------------------- | ---------------------------------------------------------------------------------------------- | ---------------------------------------------------------------------------------------------- | ---------------------------------------------------------------------------------------------- |
| 1°                                                                                             | Almagro                                                                                        | 140 111                                                                                        | 128 206                                                                                        | 131 699                                                                                        | Sin cambios                                                                                    |
| 2°                                                                                             | Boedo                                                                                          | 48 231                                                                                         | 45 563                                                                                         | 47 306                                                                                         | Sin cambios                                                                                    |
| TOTAL                                                                                          | COMUNA 5                                                                                       | 188 342                                                                                        | 173 769                                                                                        | 179 005                                                                                        | 193 859                                                                                        |

## Junta comunal

### Composición 2023-2027
| Comuneros | Comuneros | Comuneros                    | Alianza | Alianza              |
| --------- | --------- | ---------------------------- | ------- | -------------------- |
|           | PRO       | Sebastián Perdomo Carricart  |         | Juntos por el Cambio |
|           | PRO       | María Pía Inchauspe          |         | Juntos por el Cambio |
|           | UCR       | Camilo Santiago Vedia        |         | Juntos por el Cambio |
|           | PJ        | María Eugenia Acuña Martínez |         | Unión por la Patria  |
|           | PJ        | Martín Hernán Gorretta       |         | Unión por la Patria  |
|           | PJ        | Yamila Iphais Fuxman         |         | Unión por la Patria  |
|           | UNITE     | Eduardo Daniel Saganias      |         | La Libertad Avanza   |

### Presidentes de la Junta Comunal
| N.º | Presidente                  | Partido | Partido               | Alianza               | Período                                           |
| --- | --------------------------- | ------- | --------------------- | --------------------- | ------------------------------------------------- |
| 1   | Marcelo Claudio Bouzas      |         | Propuesta Republicana | Propuesta Republicana | 10 de diciembre de 2011 - 10 de diciembre de 2015 |
| 2   | Marcelo Claudio Bouzas      |         | Propuesta Republicana | Unión PRO             | 10 de diciembre de 2015 - 10 de diciembre de 2019 |
| 3   | Sebastián Perdomo Carricart |         | Propuesta Republicana | Juntos por el Cambio  | 10 de diciembre de 2019 - 10 de diciembre de 2023 |
| 4   | Sebastián Perdomo Carricart |         | Propuesta Republicana | Juntos por el Cambio  | 10 de diciembre de 2023 - En el Cargo             |